# Association of Language Testers in Europe
Die Association of Language Testers in Europe (ALTE) ist eine Organisation der Anbieter von Fremdsprachprüfungen. Sie hat 34 Mitglieder und kann 26 Sprachen prüfen. Das Konzept wurde 1989 von der Universität Cambridge und Universität Salamanca gestaltet. 1990 fand das erste Treffen der Association mit acht Gründungsmitgliedern statt.
| Sprache        | Organisation |
| -------------- | --- |
| Baskisch       | Eusko Jaurlaritza |
| Bulgarisch     | Universität Sofia, Departement für Sprachunterricht und Internationale Studenten (DLTIS) |
| Dänisch        | Dänische Agentur für internationale Anwerbung und Integration (SIRI) |
| Deutsch        | AFU GmbH Goethe-Institut Prüfungssystem telc TestDaF-Institut ÖSD – Österreichisches Sprachdiplom Deutsch |
| Englisch       | Cambridge Language Assessment Trinity College London |
| Esperanto      | Institut der Eötvös-Loránd-Universität Budapest (ELTE) |
| Estnisch       | Ausschuss für Bildung und Jugend (Harno) |
| Finnisch       | Universität Jyväskylä und das Finnisches Zentralamt für das Bildungswesen |
| Französisch    | Centre international d’études pédagogiques (CIEP) Le français des affaires |
| Galicisch      | Xunta de Galicia |
| Griechisch     | Universität Athen |
| Irisch         | National University of Ireland, Maynooth Language Centre |
| Italienisch    | Ausländeruniversität Perugia |
| Katalanisch    | Generalitat de Catalunya |
| Lettisch       | Naturalisation Board of Latvia |
| Litauisch      | Abteilung für Litauische Studien, Universität Vilnius |
| Luxemburgisch  | Institut National des Langues Luxembourg |
| Niederländisch | CITO Certificaat Nederlands als Vreemde Taal (CNaVT) |
| Norwegisch     | Norwegisches Direktorat für Hochschulbildung und Qualifikationen |
| Polnisch       | Jagiellonen-Universität Krakau |
| Portugiesisch  | CAPLE-ULisboa (Centro de Avaliação e Certificação de Português Língua Estrangeira) |
| Rumänisch      | BBU-RCI Consortium for Testing Romanian as a Foreign Language |
| Schwedisch     | Universität Stockholm, Centre for Research on Bilingualism & Department of Scandinavian Languages Stockholms universitet, Sfi-provet och Tisus Centrum för tvåspråkighetsforskning, Institutionen för nordiska språk |
| Slowenisch     | Universität Ljubljana |
| Spanisch       | Instituto Cervantes und Universidad de Salamanca |
| Tschechisch    | Karls-Universität |
| Türkisch       | Yunus-Emre-Institut |
| Ungarisch      | The Foreign Language Centre, University of Pécs |
| Walisisch      | Cyd-Bwyllgor Addysg Cymru (CBAC) Welsh Joint Education Committee (WJEC) |